# Giulio Lasso
Pour les articles homonymes, voir Lasso.

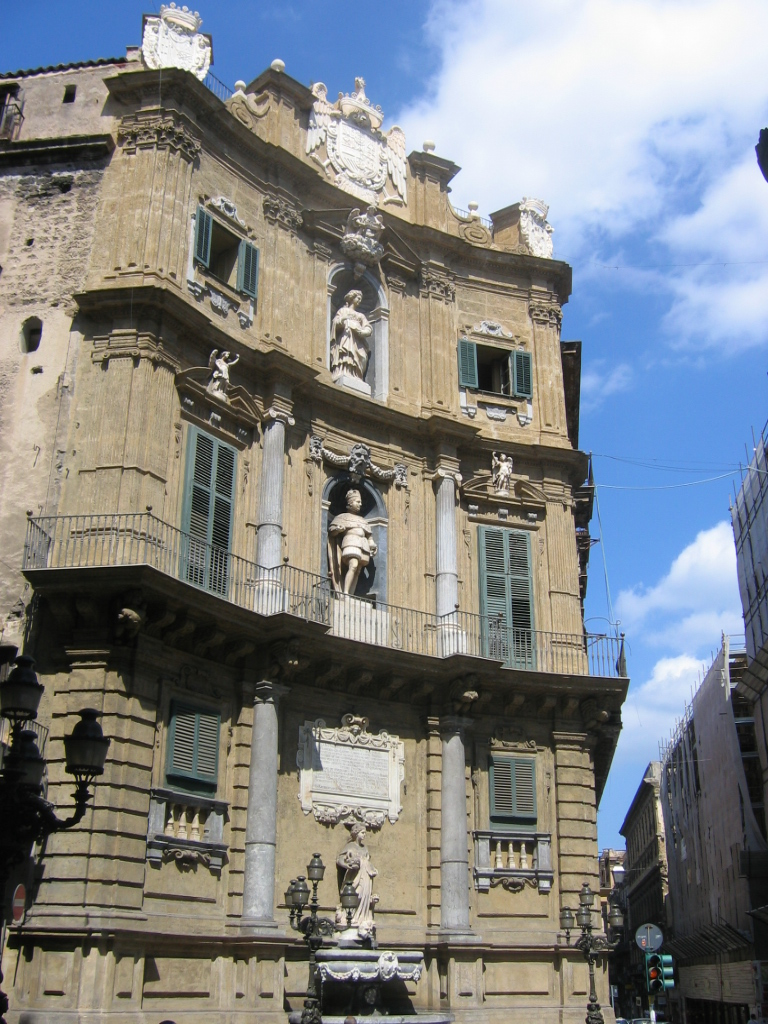
La place des Quattro Canti de Palerme, construite par Giulio Lasso vers 1610, est un exemple précoce de baroque sicilien.

Giulio Lasso (né à Florence et mort en 1617) est un architecte florentin du début du XVIIe siècle, connu surtout pour ses réalisations à Palerme, en Sicile. On lui doit la place des Quattro Canti, au centre de la ville. Il s’agit de l’un des premiers exemples de planification urbaine et d’architecture baroque en Sicile.
Giulio Lasso est considéré comme l’un des pères fondateurs du mouvement du baroque sicilien.
Il est le beau-frère du peintre baroque Orazio Borgianni.